# Biedkowo
Biedkowo [bjɛtˈkɔvɔ] (tiếng Đức: Betkendorf)  là một ngôi làng ở quận hành chính của Gmina Frombork, trong huyện Braniewski, Warmińsko-Mazurskie, ở miền bắc Ba Lan. Nó nằm khoảng 6 kilômét (4 mi)   phía đông nam Frombork, 9 km (6 mi)     về phía tây nam của Braniewo và 78 km (48 mi)     phía tây bắc của thủ đô khu vực Olsztyn.